# Ekumeniczny Chór Kameralny Kościoła Ewangelicko-Reformowanego w Warszawie
Ekumeniczny Chór Kameralny Kościoła Ewangelicko-Reformowanego w Warszawie – chór działający w ramach Parafii Ewangelicko-Reformowanej w Warszawie. Jest członkiem Oddziału Mazowieckiego Polskiego Związku Chórów i Orkiestr oraz Ogólnopolskiego Związku Chórów Kościelnych Caecilianum. Chórem od początku dyrygował Paweł Hruszwicki, a od grudnia 2020 – Zbigniew Szablewski. Stylowość interpretacji, dbałość o stronę wyrazową i literacką oraz wysoka kultura brzmienia zjednały chórowi słuchaczy i uznanie środowisk muzycznych. Chór jest znany z wykorzystania znanej na świecie koncepcji muzyczno-pedagogicznej Zoltána Kodálego.

## Historia
Został założony w 1991 r. przez dyrygenta Pawła Hruszwickiego. W 2012 roku przyjął nazwę Ekumeniczny Chór Kameralny Kościoła Ewangelicko-Reformowanego w Warszawie.

## Osiągnięcia
- 2000 Festiwal Polskiej Pieśni Chóralnej w Katowicach – II nagroda
- 2001 IV Łódzki Festiwal Chóralny „Cantio Lodziensis” – II nagroda
- 2002 I Międzynarodowy Festiwal Muzyki Chóralnej im. Feliksa Nowowiejskiego w Barczewie – I miejsce
- 2003 Ogólnopolski Konkurs Pieśni Pasyjnej – Grand prix
- 2010 XV Festiwal Twórczości Religijnej Psallite Deo w Kętach – II miejsce w kategorii Chóry

## Repertuar
Repertuar zespołu obejmuje ponad 400 utworów religijnych i świeckich kompozytorów od epoki średniowiecza po współczesność.